# 232 Russia
Russia (asteroide 232) é um asteroide da cintura principal com um diâmetro de 53,28 quilómetros, a 2,0966396 UA. Possui uma excentricidade de 0,1778829 e um período orbital de 1 487,58 dias (4,07 anos).
Russia tem uma velocidade orbital média de 18,65080951 km/s e uma inclinação de 6,0708º.
Este asteroide foi descoberto em 31 de Janeiro de 1883 por Johann Palisa.
Este asteroide recebeu este nome em homenagem ao país euroasiático Rússia.